# Фавила
Фавила (исп. Favila; ок. 715/720 — 739) — король Астурии с 737 года, сын короля Пелайо. Назван в честь своего деда по отцовской линии, который, в свою очередь, возможно был сыном (или внуком) вестготского короля Хиндасвинта, либо потомком местной знати.

## Биография
Фавила наследовал Астурию после смерти отца, короля Пелайо, в 737 году, в реальности оба они коронованы не были и правили с титулом «принцепс». Королевство в это время занимало территорию между реками Эо и Унсин. В отличие от отца, он не смог расширить свои владения. Правил Фавила всего два года, и о его правлении известно очень мало. Согласно «Хронике Альфонсо III», в 737 году он основал церковь Санта-Крус в городе Кангас-де-Онис, который был в это время столицей Астурии.
Согласно «Хронике Альфонсо III», Фавила погиб около деревни Льевес (недалеко от столицы), охотясь на медведей. Возможно, что это была не охота, а особого рода испытание, обряд, через который обязаны были проходить все молодые астурийцы благородного происхождения того времени, испытание мужества. Наконец, не исключено, что смерть Фавилы имела политический характер, подобно тому как это будет происходить ещё не раз в этом королевстве. Впрочем, многие современники отмечали, что молодой король предпочитал охоту на медведей делам государственным, а в «Хронике Альфонса III» прямо говорится, что Фавила «не сделал ничего, достойного истории».
Вдова Фавилы, Фролеба, похоронила тело мужа в построенной им церкви Санта-Крус. Позже рядом с ним похоронили и саму Фролебу.
Несмотря на то, что согласно хроникам у Фавилы от брака с Фролебой были дети, они не наследовали отцу. После гибели Фавилы королём был избран муж его сестры — герцог Кантабрии Альфонсо I.